# Cheek to Cheek (album)
Cheek to Cheek là album hợp tác của hai ca sĩ người Mỹ Tony Bennett và Lady Gaga, phát hành ngày 19 tháng 9 năm 2014 bởi Interscope Records và Columbia Records. Bennett và Gaga lần đầu gặp gỡ sau hậu trường năm 2011, sau khi biểu diễn tại đêm gala gây quỹ cho Robin Hood Foundation ở New York. Cả hai về sau thâu âm một phiên bản của "The Lady Is a Tramp", và bắt đầu lên kế hoạch cho một dự án nhạc jazz. Cheek to Cheek bao gồm các bản jazz bất hủ của nhiều nhạc sĩ jazz nổi tiếng như George Gershwin, Cole Porter, Jerome Kern và Irving Berlin. Album khởi nguồn từ mong muốn của Bennett và Gaga. Họ muốn giới thiệu những bài hát cũ cho thế hệ trẻ vì họ tin chúng có sức lôi cuốn không biên giới.
Tháng Giêng năm 2013, album được xác nhận bởi cả hai nghệ sĩ và tiến hành thâu khi Gaga phục hồi sau ca mổ chấn thương hông. Các buổi thâu tại New York có sự tham gia bởi ban nhạc sống và các nhạc công jazz cùng hai ca sĩ. Gaga đổi phong cách, từ bỏ hình ảnh nhạc pop quái dị của mình để trở thành một quý cô hát jazz thanh lịch, quý phái. Ngày ra mắt của album bị dời lại nhiều lần, ngày ra mắt sau cùng được Gaga và Bennett công bố trên The Today Show. Danh sách bài hát và ảnh bìa của album công bố ít lâu sau đó cho nhiều phiên bản của album.
Cheek to Cheek được quảng bá bằng nhiều buổi biểu diễn trong và xung quanh New York, bao gồm cảnh hậu trường của việc thu âm chiếu trên Home Shopping Network (HSN) va chương trinh đặc biệt chiếu trên kênh PBS vào tháng 10. Hai đĩa đơn ra mắt trước album là; "Anything Goes" và "I Can't Give You Anything but Love". Cả hai đều đạt hạng quán quân trên bảng xếp hạng nhạc Jazz của Billboard (Billboard's Jazz Digital Songs Chart). Tại lễ trao giải Grammy lần thứ 57, Cheek to Cheek đã được vinh danh cho giải Album pop truyền thống xuất sắc nhất.
Album đã chính thức trở thành quán quân trên bảng xếp hạng Billboard 200 và bảng xếp hạng album Jazz Hoa Kỳ ngày 10 tháng 2 năm 2014. Tony tự phá kỷ lục của chính mình trở thành nghệ sĩ lớn tuổi nhất có album vừa ra mắt đã đạt hạng nhất ngay ở tuổi 88; Lady Gaga có album quán quân thứ ba liên tiếp.

## Nội dung
| Đánh giá chuyên môn  | Đánh giá chuyên môn |
| Nguồn đánh giá       | Nguồn đánh giá      |
| Nguồn                | Đánh giá            |
| -------------------- | ------------------- |
| AllMusic             | [ 3 ]               |
| Billboard            | [ 4 ]               |
| The Boston Globe     | Tích cực            |
| The Daily Telegraph  | [ 6 ]               |
| Entertainment Weekly | B+                  |
| The Guardian         | [ 8 ]               |
| New York Daily News  | [ 9 ]               |
| Newsday              | A–                  |
| Rolling Stone        | [ 11 ]              |
| Slant Magazine       | [ 12 ]              |

| Bản chuẩn        | Bản chuẩn                                            | Bản chuẩn                                     | Bản chuẩn  |
| STT              | Nhan đề                                              | Sáng tác                                      | Thời lượng |
| ---------------- | ---------------------------------------------------- | --------------------------------------------- | ---------- |
| 1.               | "Anything Goes"                                      | Cole Porter                                   | 2:04       |
| 2.               | "Cheek to Cheek"                                     | Irving Berlin                                 | 2:51       |
| 3.               | "Nature Boy"                                         | eden ahbez                                    | 4:08       |
| 4.               | "I Can't Give You Anything but Love"                 | Jimmy McHugh Dorothy Fields                   | 3:13       |
| 5.               | "I Won't Dance"                                      | Jerome Kern Oscar Hammerstein II Otto Harbach | 3:57       |
| 6.               | "Firefly"                                            | Cy Coleman Carolyn Leigh                      | 1:58       |
| 7.               | "Lush Life" (Gaga hát đơn)                           | Billy Strayhorn                               | 4:15       |
| 8.               | "Sophisticated Lady" (Bennett hát đơn)               | Duke Ellington Irving Mills Mitchell Parish   | 3:49       |
| 9.               | "Let's Face the Music and Dance"                     | Berlin                                        | 2:07       |
| 10.              | "But Beautiful"                                      | Jimmy Van Heusen Johnny Burke                 | 4:04       |
| 11.              | "It Don't Mean a Thing (If It Ain't Got That Swing)" | Ellington Mills                               | 2:24       |
| Tổng thời lượng: | Tổng thời lượng:                                     | Tổng thời lượng:                              | 34:43      |

| phiên bản iTunes Store: bài hát thêm | phiên bản iTunes Store: bài hát thêm                                                     | phiên bản iTunes Store: bài hát thêm | phiên bản iTunes Store: bài hát thêm |
| STT                                  | Nhan đề                                                                                  | Sáng tác                             | Thời lượng                           |
| ------------------------------------ | ---------------------------------------------------------------------------------------- | ------------------------------------ | ------------------------------------ |
| 12.                                  | "Bang Bang (My Baby Shot Me Down)" (trực tiếp tại Jazz at Lincoln Center) (Gaga hát đơn) | Sonny Bono                           | 3:43                                 |
| Tổng thời lượng:                     | Tổng thời lượng:                                                                         | Tổng thời lượng:                     | 38:26                                |

| Bản đặc biệt     | Bản đặc biệt                                         | Bản đặc biệt                 | Bản đặc biệt |
| STT              | Nhan đề                                              | Sáng tác                     | Thời lượng   |
| ---------------- | ---------------------------------------------------- | ---------------------------- | ------------ |
| 1.               | "Anything Goes"                                      | Porter                       | 2:04         |
| 2.               | "Cheek to Cheek"                                     | Berlin                       | 2:51         |
| 3.               | "Don't Wait Too Long" (Bennett hát đơn)              | Sunny Skylar                 | 2:36         |
| 4.               | "I Can't Give You Anything but Love"                 | McHugh Fields                | 3:13         |
| 5.               | "Nature Boy"                                         | ahbez                        | 4:08         |
| 6.               | "Goody Goody"                                        | Matty Malneck Johnny Mercer  | 2:12         |
| 7.               | "Ev'ry Time We Say Goodbye" (Gaga hát đơn)           | Porter                       | 3:10         |
| 8.               | "Firefly"                                            | Coleman Leigh                | 1:58         |
| 9.               | "I Won't Dance"                                      | Kern Hammerstein II Harbach  | 3:57         |
| 10.              | "They All Laughed"                                   | George Gershwin Ira Gershwin | 1:49         |
| 11.              | "Lush Life" (Gaga hát đơn)                           | Strayhorn                    | 4:15         |
| 12.              | "Sophisticated Lady" (Bennett hát đơn)               | Ellington Mills Parish       | 3:49         |
| 13.              | "Let's Face the Music and Dance"                     | Berlin                       | 2:07         |
| 14.              | "But Beautiful"                                      | Van Heusen Burke             | 4:04         |
| 15.              | "It Don't Mean a Thing (If It Ain't Got That Swing)" | Ellington Mills              | 2:24         |
| Tổng thời lượng: | Tổng thời lượng:                                     | Tổng thời lượng:             | 44:28        |

| Phiên bản đĩa vật lý đặc biệt quốc tế: bài hát thêm | Phiên bản đĩa vật lý đặc biệt quốc tế: bài hát thêm      | Phiên bản đĩa vật lý đặc biệt quốc tế: bài hát thêm | Phiên bản đĩa vật lý đặc biệt quốc tế: bài hát thêm |
| STT                                                 | Nhan đề                                                  | Sáng tác                                            | Thời lượng                                          |
| --------------------------------------------------- | -------------------------------------------------------- | --------------------------------------------------- | --------------------------------------------------- |
| 16.                                                 | "On a Clear Day (You Can See Forever)" (Bennett hát đơn) | Burton Lane Alan Jay Lerner                         | 2:34                                                |
| 17.                                                 | "Bewitched, Bothered and Bewildered" (Gaga hát đơn)      | Richard Rodgers Lorenz Hart                         | 3:07                                                |
| 18.                                                 | "The Lady Is a Tramp" (từ Duets II, 2011)                | Rodgers Hart                                        | 3:18                                                |
| Tổng thời lượng:                                    | Tổng thời lượng:                                         | Tổng thời lượng:                                    | 53:27                                               |

| Phiên bản Home Shopping Network: bài hát thêm | Phiên bản Home Shopping Network: bài hát thêm                                          | Phiên bản Home Shopping Network: bài hát thêm | Phiên bản Home Shopping Network: bài hát thêm |
| STT                                           | Nhan đề                                                                                | Sáng tác                                      | Thời lượng                                    |
| --------------------------------------------- | -------------------------------------------------------------------------------------- | --------------------------------------------- | --------------------------------------------- |
| 16.                                           | "The Lady's in Love with You" (trực tiếp tại Jazz at Lincoln Center) (Bennett hát đơn) | Lane Frank Loesser                            | 1:42                                          |
| 17.                                           | "The Lady Is a Tramp" (từ Duets II, 2011)                                              | Rodgers Hart                                  | 3:18                                          |

| Bản đặc biệt iTunes Store: bài hát thêm | Bản đặc biệt iTunes Store: bài hát thêm                                                  | Bản đặc biệt iTunes Store: bài hát thêm | Bản đặc biệt iTunes Store: bài hát thêm |
| STT                                     | Nhan đề                                                                                  | Sáng tác                                | Thời lượng                              |
| --------------------------------------- | ---------------------------------------------------------------------------------------- | --------------------------------------- | --------------------------------------- |
| 16.                                     | "Bang Bang (My Baby Shot Me Down)" (trực tiếp tại Jazz at Lincoln Center) (Gaga hát đơn) | Bono                                    | 3:43                                    |
| Tổng thời lượng:                        | Tổng thời lượng:                                                                         | Tổng thời lượng:                        | 48:11                                   |

| Bản đặc biệt Target: bài hát thêm | Bản đặc biệt Target: bài hát thêm                        | Bản đặc biệt Target: bài hát thêm | Bản đặc biệt Target: bài hát thêm |
| STT                               | Nhan đề                                                  | Sáng tác                          | Thời lượng                        |
| --------------------------------- | -------------------------------------------------------- | --------------------------------- | --------------------------------- |
| 16.                               | "On a Clear Day (You Can See Forever)" (Bennett hát đơn) | Lane Lerner                       | 2:34                              |
| 17.                               | "Bewitched, Bothered and Bewildered" (Gaga hát đơn)      | Rodgers Hart                      | 3:07                              |
| Tổng thời lượng:                  | Tổng thời lượng:                                         | Tổng thời lượng:                  | 50:09                             |

## Bảng xếp hạng
| Bảng xếp hạng (2014)                           | Thứ hạng cao nhất |
| ---------------------------------------------- | ----------------- |
| Album Úc (ARIA)                                | 7                 |
| Album Jazz Úc (ARIA)                           | 1                 |
| Album Áo (Ö3 Austria)                          | 6                 |
| Album Bỉ (Ultratop Vlaanderen)                 | 4                 |
| Album Bỉ (Ultratop Wallonie)                   | 4                 |
| Album Canada (Billboard)                       | 3                 |
| Album Quốc tế Croatia (HDU)                    | 2                 |
| Album Cộng hòa Séc (ČNS IFPI)                  | 4                 |
| Album Đan Mạch (Hitlisten)                     | 9                 |
| Album Hà Lan (Album Top 100)                   | 13                |
| Album Phần Lan (Suomen virallinen lista)       | 27                |
| Album Pháp (SNEP)                              | 9                 |
| Album Đức (Offizielle Top 100)                 | 12                |
| Album Hy Lạp (IFPI)                            | 2                 |
| Album Hungaria (MAHASZ)                        | 35                |
| Album Ireland (IRMA)                           | 12                |
| Album Ý (FIMI)                                 | 6                 |
| Album Nhật Bản (Oricon)                        | 7                 |
| Album Hàn Quốc Quốc tế (Circle) Deluxe version | 7                 |
| Album New Zealand (RMNZ)                       | 8                 |
| Album Ba Lan (ZPAV)                            | 7                 |
| Album Bồ Đào Nha (AFP)                         | 7                 |
| Album Nga (2M)                                 | 1                 |
| Album Scotland (OCC)                           | 11                |
| Album Tây Ban Nha (PROMUSICAE)                 | 5                 |
| Album Thụy Sĩ (Schweizer Hitparade)            | 7                 |
| Album Jazz Đài Loan (G-Music)                  | 1                 |
| Album Anh Quốc (OCC)                           | 10                |
| Album Hoa Kỳ Billboard 200                     | 1                 |
| Album Hoa Kỳ Top Jazz (Billboard)              | 1                 |

## Phát hành
| Vùng   | Ngày       | Phiên bản       | Định dạng          | Nhãn                           |
| ------ | ---------- | --------------- | ------------------ | ------------------------------ |
| Úc     | 19/9/2014  | Thường Đặc biệt | Tải kỹ thuật số CD | Interscope Universal           |
| Đức    | 19/9/2014  | Thường Đặc biệt | Tải kỹ thuật số CD | Interscope Universal           |
| Pháp   | 22/9/2014  | Thường Đặc biệt | Tải kỹ thuật số CD | Polydor                        |
| Anh    | 22/9/2014  | Thường Đặc biệt | Tải kỹ thuật số CD | Polydor                        |
| Canada | 23/9/2014  | Thường Đặc biệt | Tải kỹ thuật số CD | Streamline Interscope Columbia |
| Mexico | 23/9/2014  | Thường Đặc biệt | Tải kỹ thuật số CD | Streamline Interscope Columbia |
| Mỹ     | 23/9/2014  | Thường Đặc biệt | Tải kỹ thuật số CD | Streamline Interscope Columbia |
| Nhật   | 24/9/2014  | Thường          | SMH-CD             | Universal                      |
| Mỹ     | 14/10/2014 | Thường          | Vinyl              | Interscope Records             |
| Pháp   | 3/11/2014  | Thường          | Vinyl              | Polydor                        |